# Centromerus brevivulvatus
Centromerus brevivulvatus là một loài nhện trong họ Linyphiidae.
Loài này thuộc chi Centromerus. Centromerus brevivulvatus được Maria Dahl miêu tả năm 1912.